# Cinema 16
Cinema 16 fu un Cine Club con base a New York fondato da Amos Vogel nel 1947. Fino al 1963, Vogel assieme alla moglie Marcia, gestirono il più influente e partecipato cine club della storia del Nord America, che raggiunse i 7.000 associati.

## Storia
Vogel fu ispirato dalla cineasta Maya Deren, che si esibiva con proiezioni e letture di presentazione sui suoi film per tutti gli Stati Uniti, a Cuba ed in Canada. Nel 1946 la Daren prenotò il Provincetown Playhouse nel Greenwich Village per una esibizione pubblica intitolata Three Abandoned Films, in cui proiettava  Meshes of the Afternoon, At Land, e A Study in Choreography for Camera. Nel titolo della serata, la Daren si riferiva all'uso che Guillaume Apollinaire faceva del termine "abbandonato", quando diceva che un'opera non è mai completa, ma è solo abbandonata. Anche se il titolo era ironico, la mostra ebbe molto successo.
I film mostrati al Cinema 16 erano perlopiù di cinema sperimentale. Questi film si differenziavano dal cinema narrativo, ed ebbero molto successo nel dopoguerra.
Cinema 16 chiuse nel 1963, dopo 17 anni di programmazione.